# Older
Older es el tercer álbum de estudio de George Michael, publicado el 13 de mayo de 1996. El álbum produjo un sorprendente ramillete de sencillos exitosos, convirtiendo a George Michael en el primer artista en la historia de la lista de éxitos del Reino Unido en tener seis sencillos top 3 de un solo álbum. El disco debutó en el número 1 en ventas en el Reino Unido y otros países europeos. Vendió 1.8 millones de copias en su tierra natal y más de 8 millones a nivel mundial.
Faith (1987), Listen Without Prejudice (1990) y Older (1996) son los álbumes más exitosos de George Michael.

## Lista de canciones
Todas las canciones escritas por George Michael excepto las indicadas.
| N.º   | Título                                        | Duración |  |
| 1.    | «Jesus to a Child»                            | 6:50     |  |
| 2.    | «Fastlove» (Jon Douglas, Michael)             | 5:24     |  |
| 3.    | «Older»                                       | 5:33     |  |
| 4.    | «Spinning the Wheel» (Douglas, Michael)       | 6:21     |  |
| 5.    | «It Doesn't Really Matter»                    | 4:50     |  |
| 6.    | «The Strangest Thing»                         | 6:01     |  |
| 7.    | «To Be Forgiven»                              | 5:21     |  |
| 8.    | «Move On»                                     | 4:45     |  |
| 9.    | «Star People»                                 | 5:16     |  |
| 10.   | «You Have Been Loved» (David Austin, Michael) | 5:31     |  |
| 11.   | «Free»                                        | 3:00     |  |
| 58:52 |                                               |          |  |

## Posicionamiento
| Año  | Listas          | Posición                      |
| ---- | --------------- | ----------------------------- |
| 1996 | Reino Unido     | 1 (92 semanas en los charts)  |
| 1996 | Billboard 200   | 6 (17 semanas en los charts)  |
| 1996 | Países Bajos    | 1 (105 semanas en los charts) |
| 1996 | Australia       | 1 (41 semanas en los charts)  |
| 1996 | República Checa | 2 (26 semanas en los charts)  |
| 1996 | Austria         | 1 (33 semanas en los charts)  |
| 1996 | Francia         | 1 (27 semanas en los charts)  |
| 1996 | Suecia          | 1 (39 semanas en los charts)  |
| 1996 | Finlandia       | 3 (12 semanas en los charts)  |
| 1996 | Noruega         | 1 (32 semanas en los charts)  |
| 1996 | Nueva Zelanda   | 3 (35 semanas en los charts)  |

## Sencillos
- Jesus to a Child (8 de enero de 1996) RU #1 (1 semana) (platino), EE. UU. #7
- Fastlove (22 de abril de 1996) RU #1 (3 semanas) (oro), EE. UU. #6
- Spinning the Wheel (19 de agosto de 1996) RU #2 (1 semana) (platino) (el single fue superado en la posición Nº1 por Wannabe de Spice Girls)
- Older / I Can't Make You Love Me (20 de enero de 1997) RU #3
- Star People '97 (28 de abril de 1997) RU #2 (1 semana) (una versión re-grabada y mezclada de la versión del álbum de Star People, el single fue superado en la posición Nº1 por Love Won't Wait de Gary Barlow)
- You Have Been Loved / The Strangest Thing '97 (8 de septiembre de 1997) RU #2 (1 semana) (The Strangest Thing '97 es una versión remezclada de The Strangest Thing; el single fue superado en la posición Nº1 por Candle in the Wind '97 de Elton John)

- Datos: Q734398